# نیرگونا برهمن
 نیرگونا برهمن (انگلیسی: Nirguna Brahman), ذات بی صفات، آفریدگار
ودانتا در پس مظاهر متغیر اسم‌ها (Nama) و صورت‌ها (Rupa) که کثرات را تشکیل می‌دهند، حقیقت واحدی که مبنای عالم صغیر و کبیر است می‌یابد، به این حقیقت واحد، بر حسب آنکه در سطح عالم صغیر یا عالم کبیر ظاهر شده باشد، به ترتیب نام آتمان و برهمن داده و این دو را از هم متمایز نمی‌داند.
ودانتا در کاوش و تحقق مبدأ عالم به مفهوم هستی (sat) اکتفا نمی‌کند، بلکه در نظر این مکتب ذات نامتناهی برهمن مافوق هستی و محیط به آن است و به منزله یک نوع عدم و نیستی (asat) است که به هیچ صفتی موصوف نیست، بدین معنی که به کمیت و کیفیت آن را وصف نتوان کرد.
این عدم که ظلمت و تاریکی محض ماورای روشنائی است و حکمای اسلامی نور سیاهش نامیده‌اند، نیرگونا برهمن (Nirguna Brahman)
یعنی برهمن عاری و منزه از هر صفت و کیفیت و سلب تمام صفات ثبوتیه و حتی صفات سلبیه و تنزیهی است.

## اوپانیشاد
اوپانیشاد می‌گوید: این برهمن نه بزرگ است و نه کوچک، نه بلند است و نه کوتاه.

## شانکارا
شانکارا، نیرگونا برهمن (Nirguna) را، برهمن خنثی که عاری از هرگونه صفت و کیفیت بوده و مقام ذات است می‌داند.